# Sherman County (Nebraska)
Sherman County ist ein County im Bundesstaat Nebraska der Vereinigten Staaten. Der Verwaltungssitz (County Seat) ist Loup City, das nach dem Loup River benannt wurde.

## Geographie
Das County liegt etwas südöstlich des geographischen Zentrums von Nebraska und hat eine Fläche von 1481 Quadratkilometern, wovon 15 Quadratkilometer Wasserfläche sind. Es grenzt im Uhrzeigersinn an folgende Countys: Howard County, Buffalo County, Custer County, Valley County und Greeley County.

## Geschichte
Sherman County wurde 1871 gebildet. Benannt wurde es nach General William Tecumseh Sherman.
Fünf Bauwerke und Stätten des Countys sind im National Register of Historic Places eingetragen (Stand 12. Februar 2018).

## Demografische Daten

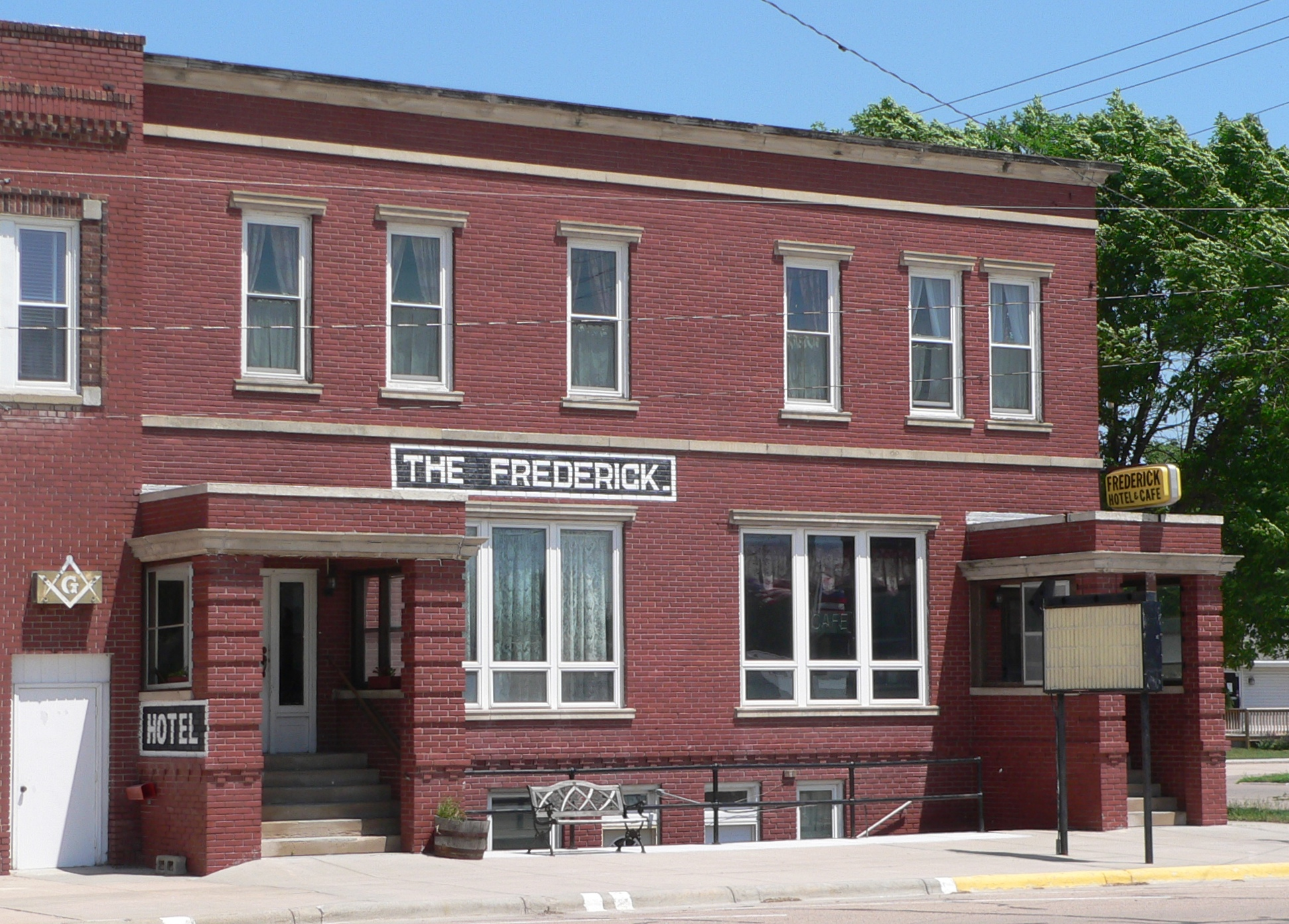
Frederick Hotel, gelistet im NRHP

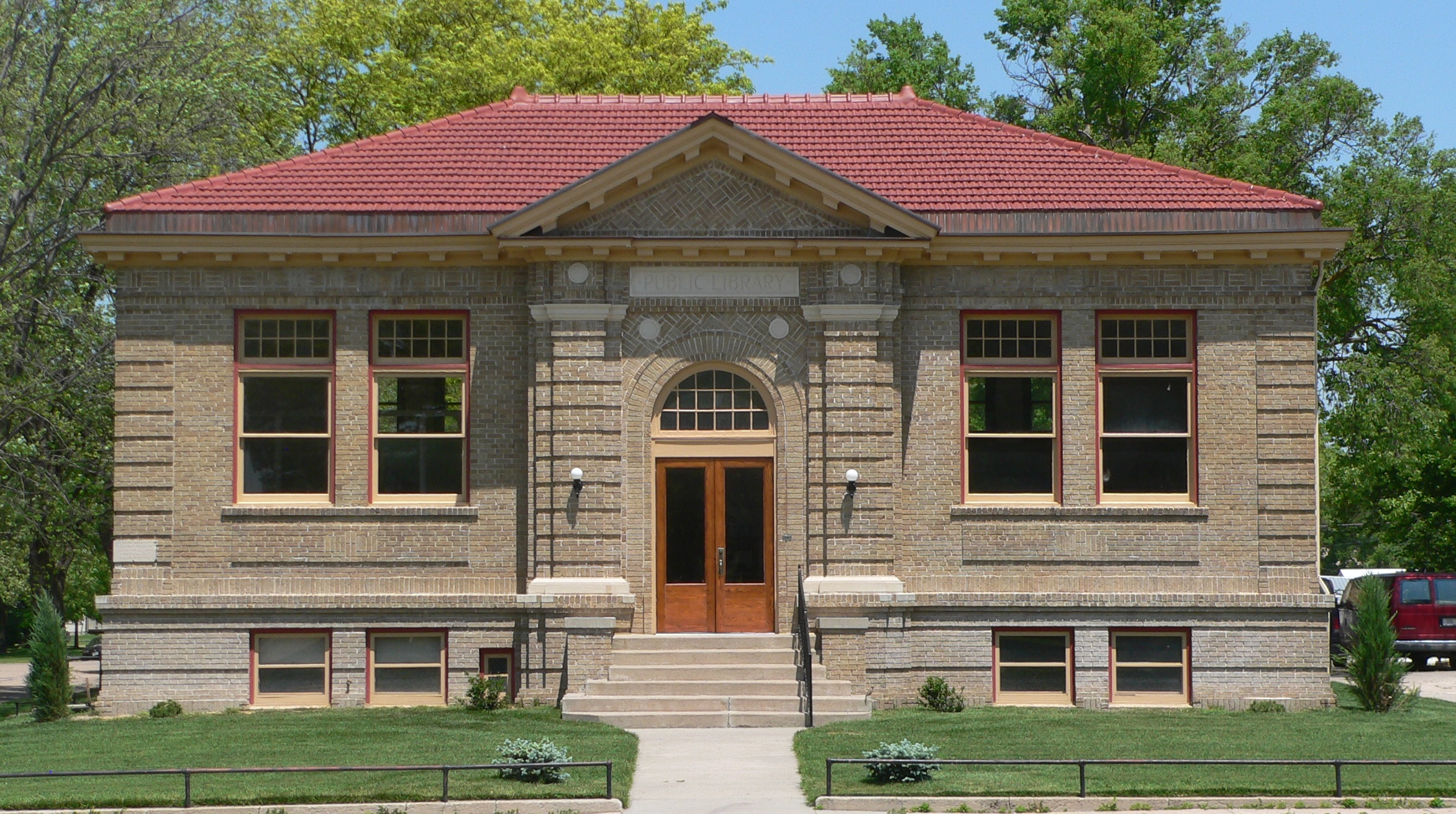
Loup City Township Carnegie Library, gelistet im NRHP

Nach der Volkszählung im Jahr 2000 lebten im Sherman County 3318 Menschen. Davon wohnten 55 Personen in Sammelunterkünften, die anderen Einwohner lebten in 1394 Haushalten und 935 Familien. Die Bevölkerungsdichte betrug 2 Einwohner pro Quadratkilometer. Ethnisch betrachtet setzte sich die Bevölkerung zusammen aus 98,5 Prozent Weißen, 0,1 Prozent Afroamerikanern, 0,2 Prozent amerikanischen Ureinwohnern, 0,2 Prozent Asiaten und 0,5 Prozent aus anderen ethnischen Gruppen; 0,5 Prozent stammten von zwei oder mehr Ethnien ab. 1,0 Prozent der Bevölkerung waren spanischer oder lateinamerikanischer Abstammung.
Von den 1394 Haushalten hatten 27,6 Prozent Kinder und Jugendliche unter 18 Jahre, die bei ihnen lebten. 59,2 Prozent waren verheiratete, zusammenlebende Paare, 5,7 Prozent waren allein erziehende Mütter, 32,9 Prozent waren keine Familien, 30,4 Prozent waren Singlehaushalte und in 16,7 Prozent lebten Menschen im Alter von 65 Jahren oder darüber. Die Durchschnittshaushaltsgröße betrug 2,34 und die durchschnittliche Familiengröße lag bei 2,91 Personen.
Auf das gesamte County bezogen setzte sich die Bevölkerung zusammen aus 24,5 Prozent Einwohnern unter 18 Jahren, 4,5 Prozent zwischen 18 und 24 Jahren, 23,7 Prozent zwischen 25 und 44 Jahren, 24,1 Prozent zwischen 45 und 64 Jahren und 23,1 Prozent waren 65 Jahre alt oder darüber. Das Durchschnittsalter betrug 43 Jahre. Auf 100 weibliche Personen kamen 97,0 männliche Personen. Auf 100 Frauen im Alter von 18 Jahren oder darüber kamen statistisch 95,5 Männer.
Das jährliche Durchschnittseinkommen eines Haushalts betrug 28.646 USD, das Durchschnittseinkommen der Familien betrug 34.821 USD. Männer hatten ein Durchschnittseinkommen von 23.065 USD, Frauen 17.269 USD. Das Prokopfeinkommen betrug 14.064 USD. 8,0 Prozent der Familien und 12,9 Prozent der Bevölkerung lebten unterhalb der Armutsgrenze. Darunter waren 19,4 Prozent der Kinder und Jugendlichen unter 18 Jahren und 12,8 Prozent der Senioren ab 65 Jahren.

## Orte im County
- Ashton
- Hazard
- Litchfield
- Loup City
- Rockville